# Pinguicula acuminata
Pinguicula acuminata este o specie de plante carnivore din genul Pinguicula, familia Lentibulariaceae, ordinul Lamiales, descrisă de George Bentham. Conform Catalogue of Life specia Pinguicula acuminata nu are subspecii cunoscute.